# Samantha Downing
Samantha Downing (Área de la Bahía de San Francisco) es una escritora estadounidense de género policiaco, residente en Nueva Orleans.
Ha trabajado como recepcionista en una peluquería y en una tienda de antigüedades donde se vendían joyas antiguas.
Aunque siempre le ha gustado escribir, para ella constituía una simple afición hasta que una amiga suya le hizo llegar a un editor literario una copia de My lovely wife, posteriormente traducida al francés como Pas de secrets entre nous y al español como Mi adorada esposa, logrando un éxito de público fulminante y siendo además nominada a los premios Edgar, ITW y Macavity en los Estados Unidos, al CWA en el Reino Unido y ganando el Grand Prix des Lectrices en Francia.
Tras el éxito de este thriller psicológico, Amazon Studios adquirió sus derechos cinematográficos, en sociedad con la productora de Nicole Kidman, Blossom films.
Su segundo libro, He started it, fue lanzado en 2020 y se convirtió instantáneamente en un bestseller internacional.
Su tercer thriller, For your own good, publicado en USA el 20 de julio de 2021 e instantáneo bestseller en la lista de bestsellers de USA Today está "ambientado en una prestigiosa escuela privada, con padres entrometidos, estudiantes demasiado entusiastas y un maestro que solo quiere enseñarles una lección a todos...".
El 18 de julio de 2023 salió a la venta en Estados Unidos A Twisted Love Story. Según The Nerd Daily, se trata de un thriller temerario y delicioso sobre una joven pareja  que le da un significado completamente nuevo a los peligros de las citas amorosas modernas.